# Mazagrã (Argélia)
Mazagrã (em árabe: مزغران; romaniz.: Mazagran) é uma cidade e comuna localizada na província de Mostaganém, Argélia. Segundo o censo de 2008, a população total da cidade era de 22 016 habitantes.